# Pamparaptor
Pamparaptor is een geslacht van theropode dinosauriërs, behorend tot de groep van de Maniraptora, dat tijdens het late Krijt leefde in het gebied van het huidige Argentinië. De typesoort is Pamparaptor micros.

## Vondst en naamgeving
In 2005 werd door preparateur Diego Rosales op de noordelijke oever van het Lago Barreales in Neuquén het fossiel gevonden van een kleine theropode. In 2007 werd dit toegewezen aan Neuquenraptor, als een jongvolwassen exemplaar. Later werd echter begrepen dat het een nog onbekende soort betreft.
De soort werd in 2011 benoemd en beschreven door Juan Porfiri, Jorge Calvo en Domenica Santos van het Centro Paleontológico Lago Barreales van de Universidad Nacional del Comahue. De geslachtsnaam verbindt een verwijzing naar de pampa en de stam van de Pampas met het Latijnse raptor, "rover", een gebruikelijk achtervoegsel bij de Maniraptora naar analogie met Velociraptor. De soortaanduiding betekent "klein" in het Klassiek Grieks, een verwijzing naar de geringe omvang van het dier. Het Griekse μικρός, mikros, is half gelatiniseerd, waarbij de "k" in een "c" is veranderd maar het suffix ~os niet in ~us.
Het fossiel, holotype MUCPv-1163, is gevonden in lagen van de Portezueloformatie die dateren uit het Turonien-Coniacien, ongeveer 89 miljoen jaar oud. Het bestaat slechts uit een linkervoet. Van de voet zijn het tweede, derde en vierde middenvoetsbeen bewaard gebleven, de complete tweede teen inclusief klauw, de bovenste twee teenkootjes van de derde teen en het tweede en derde teenkootje van de vierde teen. Elementen van de enkel ontbreken.

## Beschrijving
Pamparaptor is een kleine roofsauriër, vermoedelijk warmbloedig en bevederd, met een geschatte lengte van tussen de vijftig en zeventig centimeter. De voet draagt een sikkelklauw.
De beschrijvers hebben enkele onderscheidende kenmerken weten vast te stellen. De middenvoet is slank gevormd waarbij het vierde middenhandsbeen dwars gemeten erg versmald is, zodanig dat het van achteren bekeken de hoedanigheid krijgt van een plaat. Het vierde en derde middenvoetsbeen zijn ongeveer gelijk in lengte. De bovenste helft van het derde middenvoetsbeen is smal en de beide zijkanten ervan lopen ongeveer parallel. Het derde middenvoetsbeen heeft onderaan geen ginglymus ofwel scharniergewricht. Het onderste uiteinde van het tweede middenvoetsbeen overgroeit de schacht van het derde. De bovenkant van het tweede middenvoetsbeen is ongeveer tweemaal zo breed als die van het tweede of vierde. Het tweede kootje van de tweede teen is langer dan het eerste. De doorsnede van het uiteinde van het tweede middenvoetsbeen toont aan de binnenste zijkant — dus die welke naar de middenlijn van het dier als geheel is gericht — een uitholling.
Het derde middenvoetsbeen is 93 millimeter lang. Het tweede middenvoetsbeen is duidelijk korter, met 82,1 millimeter. Hierin, de slanke bouw en de gelijke lengte van het derde en vierde middenvoetsbeen, komt Pamparaptor met de Troodontidae overeen. De meeste andere synapomorfieën, gedeelde afgeleide eigenschappen, van die groep ontbreken echter. Minder typisch voor troödontiden is daarbij het onderste scharniergewricht van het tweede middenvoetsbeen en de vrij afgeplatte onderkant van het vierde middenvoetsbeen. De sikkelklauw is nogal fors in vergelijking met de totale voetlengte en sterk gekromd, beide meer dromaeosauride eigenschappen. Het eerste kootje van de derde teen is het langste van de voet met een lengte van 26,5 millimeter.

## Fylogenie
Pamparaptor is door de beschrijvers, met toepassing van de vergelijkende methode, dus zonder exacte kladistische analyse, basaal in de Deinonychosauria geplaatst, dat wil zeggen: het is of een basaal lid van de Dromaeosauridae of, iets waarschijnlijker gegeven de bouw, een basaal lid van de Troodontidae. In dat laatste geval zou het echter de eerste troödontide zijn die uit Zuid-Amerika bekend is. Daarom concludeerden de beschrijvers dat het toch een dromaeosauride is, zij het met een voet die in bepaalde kenmerken op die van de Troodontidae lijkt.